# Benedetta Cappa
Pour les articles homonymes, voir Cappa.
Benedetta Cappa, surnommée Beny (née le 14 août 1897 à Rome et morte le 15 mai 1977 à Venise), est une peintre et écrivaine italienne, qui se rattache au courant du futurisme.

## Biographie
Issue d'une famille du Piémont, Benedetta Cappa est l'élève de Giacomo Balla. À partir de 1919, elle expérimente diverses formes d'art allant de la peinture à la littérature et à la scénographie, en accord avec la polyvalence du futurisme. Grâce à Balla, elle rencontre Marinetti et se marie avec lui en 1923. Lors de vacances à la mer, ils inventent ensemble une nouvelle forme d'art, le tactilisme, conçu comme une évolution multi-sensorielle du futurisme. En 1929, elle est l'une des promotrices, avec Giacomo Balla, Fortunato Depero, Gerardo Dottori, Fillia, Filippo Tommaso Marinetti, Enrico Prampolini, Mimo Somenzi et Tato (it), du Manifeste de l'aéropeinture. Elle participe cinq fois (1926, 1930,1932, 1934, 1936) à la Biennale de Venise et trois fois à la Quadriennale de Rome (1931, 1935 et 1939).

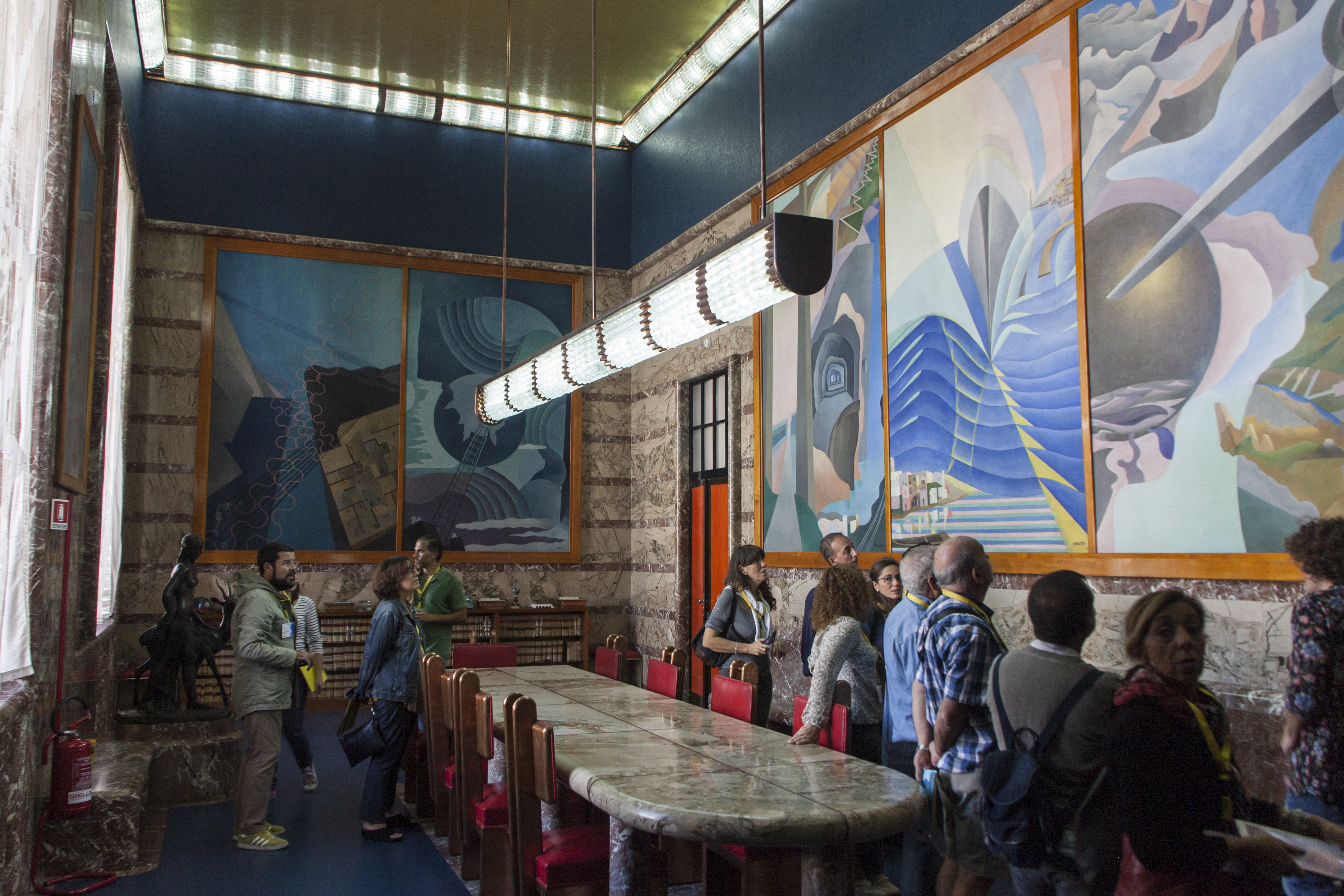
Salle des conférences de la Grande Poste de Palerme.

Dans les années 1930, elle peint cinq grandes toiles pour la Grande Poste à Palerme, représentant cinq formes de communication : terrestre, aérienne, marine, télégraphique et radiophonique.

## Romans
- Le forze umane/Les forces humaines (1924)
- Viaggio di Gararà/Garara Voyage (1931)
- Astra e il sottomarino/Astra et le sous-marin (1936)
- I tre romanzi. Le forze umane, Viaggio di Gararà, Astra e il sottomarino, a cura di Simona Cigliana, Roma, Edizioni dell’Altana, 1998.